# Bragasellus pauloae
Bragasellus pauloae là một loài chân đều trong họ Asellidae. Loài này được Braga miêu tả khoa học năm 1958.